# Leidsche Football Club
Leidsche Football Club – beter bekend als LFC – is een Nederlandse amateurvoetbalvereniging uit Leiden, in de provincie Zuid-Holland. Vanaf het seizoen 2025/2026 is Sportpark Kikkerpolder II de nieuwe thuisbasis van de club. De club speelde hiervoor jarenlang op het sportpark aan de Boshuizerkade en een seizoen op Sportpark Escamp I in Den Haag, nadat het gedwongen moest vertrekken van de Boshuizerkade. 

## Algemeen
De vereniging LFC ontstond in de huidige vorm per 1 juli 2023 als gevolg van een naamswijziging van FC Boshuizen. FC Boshuizen ontstond op haar beurt op 1 juli 2003 als gevolg van de fusie tussen LFC, UDWS en VNA. LFC (Leidsche Football Club) werd opgericht op 28 augustus 1907. UDWS (Unitas Door Wilskracht Sterk) ontstond per 1 juli 1990 uit de fusie tussen Unitas Leiden (6 mei 1932) en LDWS (18 april 1927). VNA (Voetbal Na Arbeid) werd op 1 mei 1946 opgericht.
De thuisbasis bleef het "Sportpark Boshuizerkade" in de buurt Boshuizen in Leiden Zuidwest (Bos- en Gasthuisdistrict), ook de thuisbasis van de drie fusiepartners. Met de naamswijziging naar LFC werd het ook een zaterdagclub.
De fusie gebeurde onder druk vanuit de gemeente Leiden. Oorspronkelijk nam niet UDWS, maar de VV Leidsche Boys, de grootste club op het sportpark, deel aan de fusiegesprekken. Deze fusie mislukte doordat men het niet eens werd over de nieuwe naam. Leidsche Boys bleef vervolgens zelfstandig en verhuisde naar “Sportpark De Vliet”.

### Sportieve opmars FC Boshuizen
De fusieclub FC Boshuizen begon in het seizoen 2003/2004 met het hoogste eerste elftal in de derde klasse op zondag, waar het de plek van UDWS overnam, die club speelde van de drie clubs in de fusie het hoogst. UDWS was in zijn laatste seizoen net gepromoveerd naar de derde klasse via de nacompetitie. FC Boshuizen wist in tien jaar op te klimmen van de derde klasse naar de Hoofdklasse. De club groeide uit tot de hoogst spelende club van Leiden. 
In 2013 promoveerde FC Boshuizen via de nacompetitie naar de Hoofdklasse zondag. In de Hoofdklasse volgde na een seizoen degradatie, de club eindigde als hekkensluiter en wist het slechts één overwinning te boeken. Hierna speelde men tot 2023 onafgebroken in de eerste klasse zondag.
FC Boshuizen had ook een standaardteam op zaterdag, maar dit team werd in 2021 opgeheven. Dit team speelde nooit hoger dan de vierde klasse.

### Terugkeer van LFC
Na het seizoen 2022-2023 voerde de club een naamswijziging naar ‘LFC’ door.
Het eerste elftal stapte horizontaal over van het zondagvoetbal naar het zaterdagvoetbal. LFC ging daardoor in de eerste klasse op zaterdag spelen. LFC wist zich in de eerste klasse te handhaven, dit was de eerste keer dat dit lukte onder de naam 'LFC'. Het oude LFC speelde in de seizoenen 1968/69 en 1974/75 in deze klasse, maar degradeerde steeds na een seizoen weer.
Het seizoen 2023-2024 bleek het laatste seizoen van de club op het complex aan de Boshuizerkade te zijn.

### Vertrek uit Leiden
In juni 2024 werd LFC door de gemeente Leiden gedwongen om het complex aan de Boshuizerkade te verlaten. De gemeente had de huurovereenkomst beëindigd, vanwege betalingsachterstanden van de club en het feit dat LFC te weinig leden had en daarmee niet voldeed aan de eisen van het project ‘Voetbal Vitaal’ van de gemeente Leiden. LFC ging hiertegen in beroep, maar verloor deze zaak en moest in september 2024 definitief de Boshuizerkade verlaten. Omdat er verder geen accommodatie voor LFC in Leiden beschikbaar is zal het eerste elftal in het seizoen 2024/25 uitkomen op Sportpark Escamp I in Den Haag, het terrein van Voetbal Club Sparta, de gemeente Den Haag ging hiermee akkoord. VCS bied LFC voor een seizoen onderdak.
LFC schreef na het vertrek uit Leiden geen jeugdteams meer in voor de competities, enkel nog seniorenteams.
LFC en VCS zouden onderzoeken of ze na dit seizoen samen verder zouden gaan, dit was ook een voorwaarde van de gemeente Den Haag om akkoord te gaan met de tijdelijke intrek van LFC, maar LFC wilde als Leidse club liever terugkeren naar Leiden en zocht hiervoor een mogelijkheid.

### Terugkeer naar Leiden
In april 2025 werd bekend dat LFC vanaf het seizoen 2025-2026 weer terugkeert in Leiden. LFC gaat samenwerken met LVV Lugdunum en zal gaan spelen bij Lugdunum op sportpark Kikkerpolder II. De clubs gaan onderzoeken of ze na dat seizoen samen verder zullen gaan als fusieclub. LFC degradeerde in het 'Haagse seizoen' via de nacompetitie uit de Eerste Klasse. 

### Stamboom
|  |  | LDWS (18 april 1927) | LDWS (18 april 1927) | LDWS (18 april 1927) | LDWS (18 april 1927) | LDWS (18 april 1927) | LDWS (18 april 1927) |                    |                    |                    |                    |                    |                    | Unitas Leiden (6 mei 1932) | Unitas Leiden (6 mei 1932) | Unitas Leiden (6 mei 1932) | Unitas Leiden (6 mei 1932) | Unitas Leiden (6 mei 1932) | Unitas Leiden (6 mei 1932) |                            |                  |                  |                  |                  |                  |  |  |  |  |  |  |                        |                        |                        |                        |                        |                        |  |  |  |  |  |  |  |  |  |  |  |  |  |  |  |  |  |  |  |  |
|  |  | LDWS (18 april 1927) | LDWS (18 april 1927) | LDWS (18 april 1927) | LDWS (18 april 1927) | LDWS (18 april 1927) | LDWS (18 april 1927) |                    |                    |                    |                    |                    |                    | Unitas Leiden (6 mei 1932) | Unitas Leiden (6 mei 1932) | Unitas Leiden (6 mei 1932) | Unitas Leiden (6 mei 1932) | Unitas Leiden (6 mei 1932) | Unitas Leiden (6 mei 1932) |                            |                  |                  |                  |                  |                  |  |  |  |  |  |  |                        |                        |                        |                        |                        |                        |  |  |  |  |  |  |  |  |  |  |  |  |  |  |  |  |  |  |  |  |
|  |  |                      |                      |                      |                      |                      |                      |                    |                    |                    |                    |                    |                    |                            |                            |                            |                            |                            |                            |                            |                  |                  |                  |                  |                  |  |  |  |  |  |  |                        |                        |                        |                        |                        |                        |  |  |  |  |  |  |  |  |  |  |  |  |  |  |  |  |  |  |  |  |
|  |  |                      |                      |                      |                      |                      |                      | UDWS (1 juli 1990) | UDWS (1 juli 1990) | UDWS (1 juli 1990) | UDWS (1 juli 1990) | UDWS (1 juli 1990) | UDWS (1 juli 1990) |                            |                            |                            |                            |                            |                            | VNA (1 mei 1946)           | VNA (1 mei 1946) | VNA (1 mei 1946) | VNA (1 mei 1946) | VNA (1 mei 1946) | VNA (1 mei 1946) |  |  |  |  |  |  | LFC (28 augustus 1907) | LFC (28 augustus 1907) | LFC (28 augustus 1907) | LFC (28 augustus 1907) | LFC (28 augustus 1907) | LFC (28 augustus 1907) |  |  |  |  |  |  |  |  |  |  |  |  |  |  |  |  |  |  |  |  |
|  |  |                      |                      |                      |                      |                      |                      | UDWS (1 juli 1990) | UDWS (1 juli 1990) | UDWS (1 juli 1990) | UDWS (1 juli 1990) | UDWS (1 juli 1990) | UDWS (1 juli 1990) |                            |                            |                            |                            |                            |                            | VNA (1 mei 1946)           | VNA (1 mei 1946) | VNA (1 mei 1946) | VNA (1 mei 1946) | VNA (1 mei 1946) | VNA (1 mei 1946) |  |  |  |  |  |  | LFC (28 augustus 1907) | LFC (28 augustus 1907) | LFC (28 augustus 1907) | LFC (28 augustus 1907) | LFC (28 augustus 1907) | LFC (28 augustus 1907) |  |  |  |  |  |  |  |  |  |  |  |  |  |  |  |  |  |  |  |  |
|  |  |                      |                      |                      |                      |                      |                      |                    |                    |                    |                    |                    |                    |                            |                            |                            |                            |                            |                            |                            |                  |                  |                  |                  |                  |  |  |  |  |  |  |                        |                        |                        |                        |                        |                        |  |  |  |  |  |  |  |  |  |  |  |  |  |  |  |  |  |  |  |  |
|  |  |                      |                      |                      |                      |                      |                      |                    |                    |                    |                    |                    |                    |                            |                            |                            |                            |                            |                            | FC Boshuizen (1 juli 2003) |                  |                  |                  |                  |                  |  |  |  |  |  |  |                        |                        |                        |                        |                        |                        |  |  |  |  |  |  |  |  |  |  |  |  |  |  |  |  |  |  |  |  |
|  |  |                      |                      |                      |                      |                      |                      |                    |                    |                    |                    |                    |                    |                            |                            |                            |                            |                            |                            |                            |                  |                  |                  |                  |                  |  |  |  |  |  |  |                        |                        |                        |                        |                        |                        |  |  |  |  |  |  |  |  |  |  |  |  |  |  |  |  |  |  |  |  |
|  |  |                      |                      |                      |                      |                      |                      |                    |                    |                    |                    |                    |                    |                            |                            |                            |                            |                            |                            |                            |                  |                  |                  |                  |                  |  |  |  |  |  |  |                        |                        |                        |                        |                        |                        |  |  |  |  |  |  |  |  |  |  |  |  |  |  |  |  |  |  |  |  |
|  |  |                      |                      |                      |                      |                      |                      |                    |                    |                    |                    |                    |                    |                            |                            |                            |                            |                            |                            | LFC (1 juli 2023)          |                  |                  |                  |                  |                  |  |  |  |  |  |  |                        |                        |                        |                        |                        |                        |  |  |  |  |  |  |  |  |  |  |  |  |  |  |  |  |  |  |  |  |

## Standaardelftal

### Competitieresultaten LFC 2024-heden (zaterdag)
Het standaardelftal in de zaterdagafdeling speelt in het seizoen 2025/26 in de Tweede klasse.
| 7 1C |

| 11 1B |

| - |

| Tweede divisie | Derde divisie | Vierde divisie | Eerste klasse |
| Tweede klasse  | Derde klasse  | Vierde klasse  | Vijfde klasse |

## Voorgaande clubs

### FC Boshuizen

#### Competitieresultaten FC Boshuizen 1997–2021 (zaterdag)
| 13 5A |

| 10 5A |

| 4 5A |

| 12 4A |

| 11 5A |

| 2 5A |

|  |

|  |

|  |

|  |

| 11 4A |

|  |

| 11 4A |

|  |

|  |

|  |

| 10* 4A |

| 5* 4A |

- = Dit seizoen werd stopgezet vanwege de uitbraak van het coronavirus. Er werd voor dit seizoen geen officiële eindstand vastgesteld.

| Tweede divisie | Derde divisie | Vierde divisie | Eerste klasse |
| Tweede klasse  | Derde klasse  | Vierde klasse  | Vijfde klasse |

#### Competitieresultaten FC Boshuizen 2004–2023 (zondag)
| 6 3A |

| 12 2C |

| 8 3A |

| 1 3A |

| 1 2C |

| 12 1B |

| 1 2C |

| 8 1B |

| 2 1B |

| 2 1B |

| 14 A |

| 6 1B |

| 2 1B |

| 3 1B |

| 11 1B |

| 3 1A |

| -- 1B |

| -- 1B |

| 4 1B |

| 7 1B |

- = Dit seizoen werd stopgezet vanwege de uitbraak van het coronavirus. Er werd voor dit seizoen geen officiële eindstand vastgesteld.

| Tweede divisie | Derde divisie | Vierde divisie | Eerste klasse |
| Tweede klasse  | Derde klasse  | Vierde klasse  | Vijfde klasse |

#### Erelijst (zondag)
| Nationaal     |    |            |
| Tweede klasse | 2× | 2008, 2010 |
| Derde klasse  | 1× | 2007       |

### LFC 1907-2003

#### Competitieresultaten LFC 1995–2003 (zaterdag)
| 11 4B |

|  |

| 12 3A |

|  |

| 12 3A |

| 12 4A |

| 6 5A |

| 6 5A |

| 2 5A |

| Derde klasse | Vierde klasse | Vijfde klasse |

#### Competitieresultaten LFC 1917–2003 (zondag)
| 2 3C |

| 2 3C |

| 3 3D |

| 4 3D |

| 8 3D |

| 7 3D |

| 2 3F |

| 7 3A |

| 3 3A |

| 2 3B |

| 5 3A |

| 4 3A |

| 5 3D |

| 3 3A |

| 7 3A |

| 6 3A |

| 3 3A |

| 3 3B |

| 9 3A |

| 10 3C |

| 3 4A |

| 1 4C |

| 1 4E |

| 3 I |

| 9 3A |

| 4 3A |

| 2 3A |

| 4 3A |

|  |

| 1 3A |

| 4 3A |

| 4 3A |

| 2 3A |

| 6 3C |

| 7 3A |

| 4 3B |

| 2 3A |

| 2 3B |

| 4 3A |

| 5 2B |

| 10 2B |

| 2 2B |

| 3 2B |

| 4 2B |

| 8 2B |

| 5 2B |

| 6 2B |

| 2 2B |

| 3 2B |

| 5 2B |

| 9 2B |

| 1 2B |

| 12 1B |

| 8 2B |

| 8 2A |

| 4 2A |

| 8 2A |

| 3 2A |

| 12 1B |

| 11 2A |

| 1 3A |

| 3 2A |

| 10 2A |

| 12 2A |

| 6 3A |

| 6 3A |

| 6 3A |

| 2 3A |

| 4 3A |

| 10 3A |

| 11 3A |

| 10 4A |

| 10 4A |

| 10 4A |

| 3 4A |

| 8 4A |

| 7 4A |

| 9 4A |

| 3 4A |

| 7 4A |

| 11 4B |

| 5 4A |

| 6 4B |

| 10 4B |

| 11 4B |

| 3 5A |

| 8 5A |

| Eerste klasse | Tweede klasse | Derde klasse | Vierde klasse | Vijfde klasse | Noodcompetitie |

#### Erelijst (zondag)
| Competitie            | Aantal | Jaren     |
| --------------------- | ------ | --------- |
| Districtbeker West II | 1×     | 1959/1960 |

#### KNVB Beker
LFC kwalificeerde zich twee keer voor de landelijke KNVB Beker voor profclubs. In het seizoen 1957/58 gebeurde dit via de voorrondes, die in de zomermaanden werden gespeeld. LFC verloor in de eerste ronde van het hoofdtoernooi met 1-3 van eerstedivisionist SHS. In 1960/61 was LFC gekwalificeerd door de Districtbeker West II te winnen. In het hoofdtoernooi werd LFC uitgeschakeld in een groep met onder andere eredivisionist Sparta Rotterdam, maar won het wel de groepswedstrijd van stadsgenoot en toenmalig tweede divisionist UVS.

### UDWS

#### Competitieresultaten zondag 1991–2003
| 1 4A |

| 7 4A |

| 10 3A |

| 8 4A |

| 7 4A |

| 8 4A |

| 8 4B |

| 10 4A |

| 7 4B |

| 11 4B |

| 2 5A |

| 3 4A |

| 3 4B |

| Derde klasse | Vierde klasse | Vijfde klasse |

### VNA

#### Competitieresultaten zondag 1994–2003
| 12 4A |

|  |

|  |

| 2 6A |

|  |

|  |

| 11 5A |

| 8 5A |

| 12 5A |

| 9 5A |

| Vierde klasse | Vijfde klasse |
| Zesde klasse  |               |

In elke staaf van de grafiek staat van boven naar beneden vermeld: 
- Eindnotering

Dit is de positie die de club heeft bereikt in de competitie, zonder eventuele beslissings-, play-off- of nacompetitiewedstrijden die nodig zijn geweest om bijvoorbeeld de kampioen van de competitie te bepalen.
Indien een * achter het getal staat is de notering een tussenstand en kan het zijn dat de notering niet overeenkomt met de uiteindelijke eindstand van de competitie.
Staat er een - dan is het seizoen nog bezig en is er geen definitieve uitslag bekend.
Staat er xx op de positie van de notering, dan heeft de club vroegtijdig de competitie verlaten. Dit kan onder andere komen door terugtrekking van het team, faillissement van de club of door een uitgedeelde straf van de KNVB. In veel gevallen staat elders in het artikel de reden vermeld.
Staat er een ? dan is het resultaat uit het verleden onbekend, en is alleen de competitie of het niveau bekend van dat seizoen.
In de seizoenen 2019/20 en 2020/21 werd wegens de coronacrisis het amateurvoetbal afgebroken. Daardoor kennen deze staven geen eindklassering (middels -- weergegeven).
- Competitieniveau en afdelingsletter of Officiële eindstand Eredivisie
  - Competitieniveau en afdelingsletter

Hierbij geeft het getal het niveau weer, dat ook terug te vinden is in de legenda. De letter is de afdelingsaanduiding en wordt gebruikt wanneer er meer afdelingen zijn op hetzelfde niveau. De afdelingsletter is altijd een hoofdletter en wordt meestal zonder nummer gebruikt.
Voorbeeld: 2F is niveau 2e klasse competitie F.
Het competitieniveau en nummer wordt niet vermeld wanneer er slechts één competitie van dit niveau was.
  - Officiële eindstand Eredivisie (getal staat tussen haakjes vermeld)

Sinds de introductie van play-offwedstrijden voor Europees voetbal na afloop van de reguliere competitie in 2005/06, is de KNVB verplicht een eindstand van de Eredivisie door te geven aan de UEFA aan de hand van deze play-offwedstrijden.
Bij deze eindstand staan clubs die zich hebben gekwalificeerd voor Europees voetbal hoger dan clubs die zich niet wisten te kwalificeren. Indien er geen verschil was tussen de eindnotering en de officiële eindstand, staat dit getal niet vermeld.

- Onderafdeling

Hier staat afgekort de naam van de onderafdeling indien de club in dat jaar in een onderafdeling uitkwam. Tevens staat deze afkorting in de legenda en wordt gelinkt naar het artikel over deze onderafdeling. Deze afkorting wordt alleen vermeld wanneer de club in het verleden in verschillende onderafdelingen heeft gespeeld. Deze vermelding is in de staaf altijd in kleine letters. Deze onderafdelingen zijn na het seizoen 1995/96 afgeschaft. Heeft de club in slechts één onderafdeling gespeeld, dan is dit alleen terug te vinden in de legenda.
Onder de staaf staat het jaartal vermeld waarin het seizoen is afgesloten. 15 verwijst naar het seizoen 2014/15 of eventueel het seizoen 1914/15.
Wanneer een staaf leeg is, zijn deze gegevens niet bekend. Het kan ook zijn dat de club dat seizoen niet heeft meegespeeld op het hogere amateurniveau, vroegtijdig de competitie heeft verlaten of uit de competitie is gezet.

In het seizoen 1944/45 was er wegens de Tweede Wereldoorlog geen regulier competitievoetbal.

## Bekende (oud-)spelers
- Nabil Amarzagouio
- Jean-Marc Antersijn
- Jean-Luc Bergen
- Sendley Sidney Bito
- Giovano Gödeken
- Alfons Groenendijk
- Doriano Kortstam
- Levi Marengo
- Garry Mendes Rodrigues
- Angelmo Vyent

Voormalige clubs: Ajax Leiden · GHC · GOL Sport · LDWS · VV Leiden · VV Leidsche Boys · Oranje Groen · FC Rijnland · UDWS · Unitas Leiden · VNA · VWS · ZLC